# Сандро Лопополо
Алесандро Лопополо (італ. Alessandro Lopopolo; 19 грудня 1939, Мілан — 26 квітня 2014, Мілан) — італійський професійний боксер. На початку 1960-х років виступав за збірну Італії: срібний призер літніх Олімпійських ігор у Римі, учасник багатьох міжнародних турнірів та матчевих зустрічей. У період 1961—1973 успішно боксував на професійному рівні, володів титулами чемпіона світу за версіями WBC (1966—1967) та WBA (1966—1967) у першій напівсередній вазі.

## Біографія
Народився 19 грудня 1939 року в Мілані. На міжнародній арені дебютував у листопаді 1959 року у матчевій зустрічі проти збірної Югославії. Через рік вперше взяв участь у заліку дорослої першості Італії і завдяки низці вдалих виступів удостоївся права захищати честь країни на літніх Олімпійських іграх 1960 року в Римі у легкій вазі — зумів перемогти тут п'ятьох суперників і пробитися у фінал, але у вирішальному матчі програв Казимиру Паздзьору (Польща).
- В 1/32 фіналу переміг Джонні Боланга (Індонезія) — 5-0
- В 1/16 фіналу переміг Стоффела Штейна (ПАР) — 5-0
- В 1/8 фіналу переміг Денні О'Браєна (Ірландія) — 5-0
- У чвертьфіналі переміг Гері Кемпбелла (США) — 4-1
- У півфіналі переміг Абеля Лаудоніо (Аргентина) — 3-2
- У фіналі програв Казимиру Паздзьору (Польща) — 1-4

Здобувши срібну олімпійську медаль, Лопополо вирішив спробувати себе серед професіоналів і залишив збірну. Його професійний дебют відбувся у січні 1961 року, свого першого суперника він переміг нокаутом у шостому раунді. Протягом чотирьох наступних років провів безліч вдалих поєдинків, завоював і двічі захистив титул чемпіона Італії в першій напівсередній вазі, але у вересні 1964 року зазнав першої поразки — за очками від П'єро Бранді (пізніше взяв у нього реванш, вигравши технічним нокаутом). У липні 1965 року намагався взяти вакантний пояс чемпіона Європи за версією Європейського боксерського союзу (EBU), проте рішенням суддів титул дістався іспанцю Хуану Альбарносу.
Незважаючи на дві поразки, незабаром Лопополо повернув собі звання чемпіона Італії і в 1966 отримав шанс поборотися за титул чемпіона світу в першій напівсередній вазі за версіями Всесвітньої боксерської ради (WBC) і Всесвітньої боксерської асоціації (WBA). Бій із чинним чемпіоном із Венесуели Карлосом Ернандесом 29 квітня 1966 року тривав усі п'ятнадцять раундів — у результаті двоє з трьох суддів віддали перемогу претенденту, третій суддя проголосив нічию. Таким чином Лопополо став абсолютним чемпіоном світу у першій напівсередній вазі.
Тим не менш, виграні чемпіонські пояси він захистив лише один раз. Під час другого захисту, що пройшов 30 квітня 1967 року в Токіо, вже в другому раунді Лопополо був несподівано нокаутований японцем Такесі Фудзі. Згодом італієць продовжував виходити на ринг аж до 1973 року, ще тричі боровся за титул чемпіона EBU, але успіху не досяг і вирішив завершити кар'єру спортсмена. Загалом у професійному боксі він провів 77 боїв, з них 59 закінчив перемогою (у тому числі 21 достроково), 10 разів програв, у семи випадках було зафіксовано нічию.